# Yervant Odian
Yervant Odian (arménien : Երուանդ Օտեան), né le 19 septembre 1869 à Constantinople (Empire ottoman) et mort le 3 octobre 1926 au Caire, est un écrivain, dramaturge, satiriste et journaliste arménien.